# Polygala saxicola
Polygala saxicola là một loài thực vật có hoa trong họ Polygalaceae. Loài này được Dunn miêu tả khoa học đầu tiên năm 1903.